# Góry Czerskiego (Zabajkale)

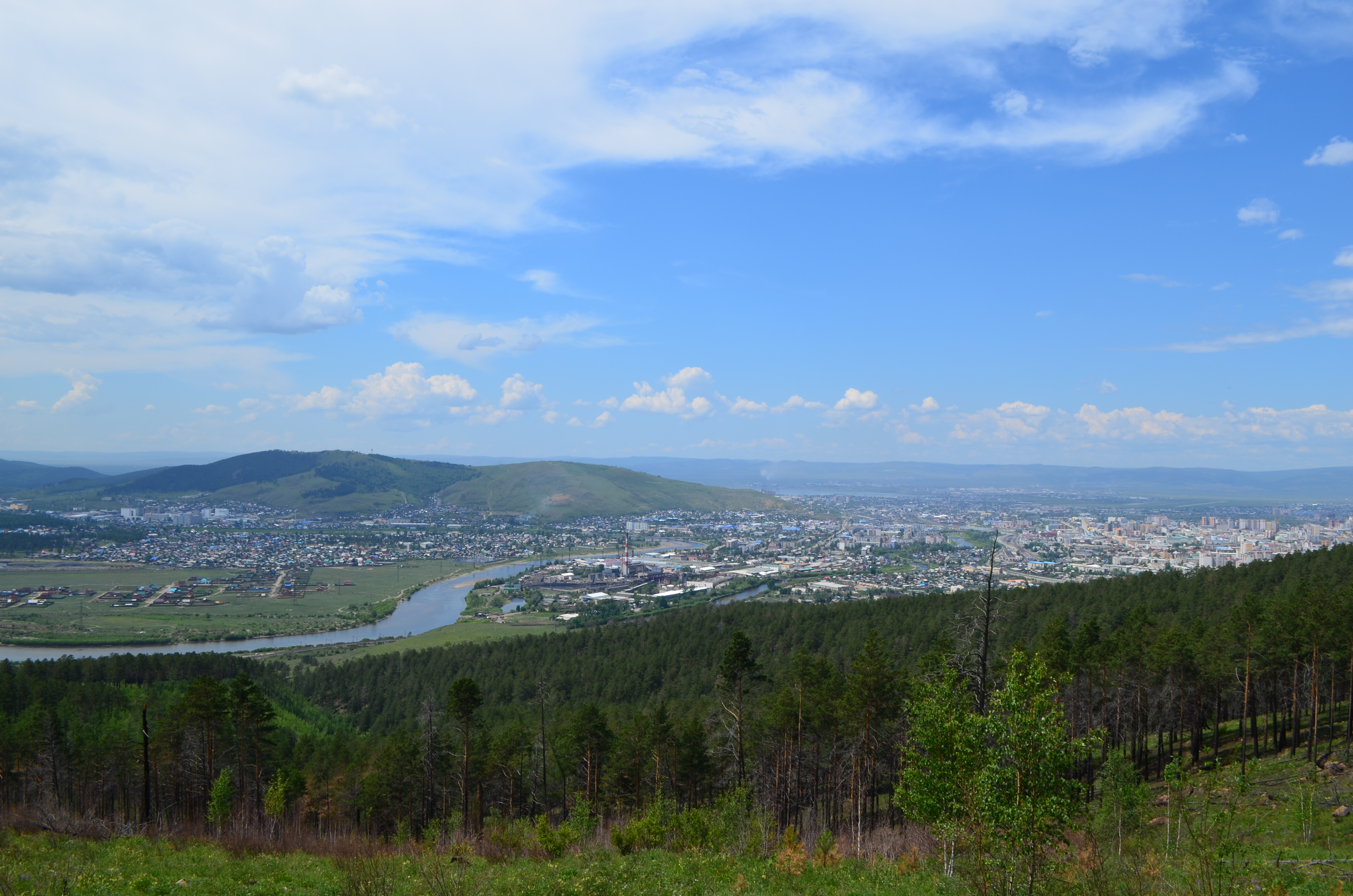
Krajobraz

Góry Czerskiego (ros. хребет Черского) – pasmo górskie w azjatyckiej części Rosji, w Kraju Zabajkalskim.
Leżą pomiędzy dwoma równoległymi pasmami: Gór Jabłonowych (na północy) i Gór Daurskich (na południu); ciągną się na długości około 400 km pomiędzy rzekami Ingoda (na zachodzie) i Nercz (na wschodzie); najwyższy szczyt Czyngikan (1644 m n.p.m.). Zbudowane głównie z granitów; porośnięte tajgą (sosny, modrzewie). Nazwa gór upamiętnia polskiego zesłańca i geologa Jana Czerskiego.
W dolinie pomiędzy Górami Czerskiego i Jabłonowymi leży Czyta.